# Witmer Stone
Witmer Stone (Filadèlfia, 22 de setembre de 1866 – Filadèlfia, 23 de maig de 1939) va ser un ornitòleg, botànic i mastòleg estatunidenc, considerat un dels últims grans naturalistes. Stone és recordat principalment com a ornitòleg. Va ser president de la American Ornithologists' Union (AOU) entre 1920 i 1923, i editor de la seva publicació, The Auk, entre 1912 i 1936. Va liderar la publicació de la quarta edició de la llista de l'AOU, publicada el 1931, i va treballar durant més de 50 anys en el Departament d'Ornitologia de l'Acadèmia de Ciències Naturals de Filadèlfia, eventualment com a director de la institució. Va ser un dels membres fundadors del Delaware Valley Ornithological Club (DVOC) el 1890, amb el qual va estar activament involucrat durant la resta de la seva vida. A més, va ser un dels dos únics científics (Joseph Grinnell en va ser l'altre) que va ser president tant de l'AOU com de l'American Society of Mammalogists, i va ser coautor de dues obres populars sobre mamífers. La seva contribució botànica més destacada va ser l'obra The Plants of Southern New Jersey, publicada el 1911. Stone passava molts estius a Cap May, Nova Jersey, estiuejant-hi anualment des del 1916. És recordat principalment pel clàssic de dos volums Bird Studies at Old Cape May, el qual va ser publicat pel DVOC el 1937, dos anys abans de la seva mort.

## Primers anys de vida
Witmer Stone va néixer a Filadèlfia, Pennsilvània, el 22 de setembre de 1866, fill d'Anne Eveline née Witmer i Frederick Dawson Stone. Segons el seu vell amic Cornelius Weygandt, Witmer Stone era "del comtat de Chester de quàquers alemanys de Pennsilvània que ens ha donat tants botànics i ornitòlegs, paleontòlegs i químics." Des dels primers anys, Stone va mostrar interès en totes les coses de la natura, i va ser un col·leccionista empedreït. Era amic de la infància i company d'escola de dos dels germans Brown: Amos Brown, que després es va convertir en professor de geologia de la Universitat de Pennsilvània, i Stewardson Brown, que es va convertir en conservador del Departament de Botànica de l'Acadèmia de Ciències Naturals de Filadèlfia. Stone i el seu germà Frederick, i tres dels germans Brown, van crear la Wilson Natural Science Association, anomenada així en honor de l'ornitòleg americà Alexander Wilson. Stone passava temps explorant els boscos i els camps que envoltaven la llar de la seva àvia al comtat de Chester, Pennsilvània.
El 1883 es va graduar a l'Acadèmia de Germantown, i uns anys més tard va obtenir un pre-grau a la Universitat de Pennsilvània. El març de 1888 va rebre una beca del fons Jessup de l'Acadèmia de Ciències Naturals de Filadèlfia, quan el Dr.Joseph Leidy n'era el seu president. L'acadèmia va crear un departament d'ornitologia el 1891, el mateix any que Stone va completar un postgrau a la Universitat de Filadèlfia, la qual li va atorgar posteriorment el títol de Doctor honoris causa el 1913, i l'Alumni Award of Merit el 1937. Stone va participar en expedicions de recol·lecció patrocinades per l'acadèmia, a Bermuda el 1888 i a Mèxic el 1890.

## L'Acadèmia de Ciències Naturals de Filadèlfia
Va visitar l'Acadèmia de Ciències Naturals moltes vegades mentre es feia gran, i hi va treballar posteriorment durant 51 anys. Va heretar una col·lecció d'espècimens ornitològics que no havien estat atesos adequadament, i va encapçalar els esforços heroics per salvar aquesta i altres col·leccions d'altres camps. Alguns exemplars tenien un gran valor històric, inclosos els tipus descrits per ornitòlegs i mastòlegs pioners. La col·lecció d'aus de l'acadèmia es va quintuplicar sota la seva direcció, passant de 26.000 a 143.000 exemplars.
A l'acadèmia va tenir diversos càrrecs i títols. Del 1893 al 1908 va ser Conservador Adjunt, del 1908 i 1918 va ser Conservador, i entre 1918 i 1925 Conservador Executiu. El 1925 va ser escollir Director, càrrec que va ostentar fins al 1928. Entre 1918 i 1936 va tenir el càrrec de Conservador dels vertebrats. Finalment, va rebre 3 títols que va conservar fins a la seva mort: Vicepresident (1927), Director Emèrit (1928) i Conservador Honorífic d'Aus (1938).

## Com a botànic
Stone va un dels membres originals del Club Botànic de Filadèlfia. Tenia un coneixement de la sistemàtica de la flora local “superat només pel dels autèntics botànics,” i, segons un eminent botànic posterior, Frans Stafleu, la concentració de Stone en l'ornitologia va ser una pèrdua definitiva per la botànica. Stone va escriure més de 20 documents sobre botànica durant la seva vida.
Després d'una reunió conjunta dels clubs botànics de Filadèlfia i Torrey a Toms River, Nova Jersey, a principis de juliol de 1900, Stone va decidir escriure sobre la flora de Pine Barrens, a Nova Jersey. Durant la següent dècada, Stone va fer centenars de sortides de d'investigació al sud de Nova Jersey. Els seus estudis van donar lloc a la seva obra botànica principal,The Plants of Southern New Jersey, publicada el 1911, el qual "és l'únic tractat integral de flora del sud de Nova Jersey i continua sent utilitzant avui en dia ".

## Com a ornitòleg
El primer manuscrit de Stone que va aparèixer en una publicació "seriosa" va ser l'article The Turkey Buzzard Breeding in Pennsylvania, publicat el 1885 a l'American Naturalist. La seva primera publicació a la revista The Auk va ser l'article Migration of hawks at Germantown, Pennsylvania, publicat el 1887. Stone va ser membre fundador del Delaware Valley Ornithological Club (DVOC) el 1890, i l'autor de l'article del DVOC The Birds of Eastern Pennsylvania and New Jersey, el qual va ser publicat el 1894 i va col·locar-lo a ell i al club en el mapa ornitològic. També va escriure The Birds of New Jersey, Their Nests and Eggs, publicat el 1909. Les seves publicacions ornitològiques es conten per centenars. En una recerca al lloc web del Searchable Ornithological Research Archive es poden trobar aproximadament 125 articles i notes només a The Auk.
Witmer Stone va tenir una llarga associació amb l'American Ornithologists' Union (AOU). Va ser escollit Associat el 1885, membre el 1892, i membre del consell el 1898. Va ser president del Comitè de Protecció d'Aus entre 1896 i 1901, membre (des del 1901) i posteriorment president del Comitè de Nomenclatura i Classificació entre 1905 i 1908, i editor de la publicació The Auk entre 1912 i 1936 (després d'haver editat la revista Cassinia de la DVOC durant 10 anys). Stone va ser vicepresident de la AOU entre 1914 i 1920, i president entre 1920 i 1923. A més va presidir el comitè que va produir la 4a edició de la llista de la AOU, publicada el 1931.

## Bird Studies at Old Cape May
Malgrat el seu treball, que el destaca com un dels ornitòlegs més importants del seu temps, el seu llegat més perdurable és, sens dubte, l'obra Bird Studies at Old Cape May (BSOCM), originalment publicada pel Delaware Valley Ornithological Club (DVOC) el 1937. Aquesta va ser una història ornitològica de la costa de Nova Jersey, que fa èmfasi en el comtat de Cap May, en especial de les zones costaneres. La major part d'aquest treball consisteix en la descripció de totes les espècies d'aus que s'havien trobat al comtat de Cap May en el moment de la seva escriptura, en la que s'inclouen, entre d'altres, la seva presència històrica a l'estat i notes sobre la seva estacionalitat, els seus hàbits, i el seu comportament, obtingudes a partir de les notes del mateix Stone i d'altres membres del DVOC. Stone va visitar per primer cop Cap May l'agost de 1890, i hi va passar allà la major part dels mesos de juliol i agost de 1891. Posteriorment hi va fer freqüents visites en els següents anys, fins al punt que, des del 1916, va esdevenir la seva residència d'estiu fins a, com a mínim, el 1937.
Stone va rebre de manera pòstuma la Medalla Brewster de la American Ornithologists' Union el 1939 per la seva obra Bird Studies at Old Cape May (BSOCM). El DVOC va publicar 1.400 exemplars de dos volums del BSOCM. Dover Publications (1965) i Stackpole Books (2000) van publicar també edicions del BSOCM, encara que actualment està descatalogat.

## Miscel·lània
- Stone va ser membre honorífic de moltes societats ornitològiques estrangeres, com la Societat Linneana, el Nuttall Ornithological Club o el Cooper Ornithological Club, i nacionals, com la Societat Zoològica de Filadèlfia (Stone en va ser el director).
- El 1931 va rebre la Medalla Otto Hermann de la Societat Ornitològica d'Hongria.
- Va ser membre de Comissió Internacional de Nomenclatura Zoològica, del Comitè Assessor de la National Audubon Society, i de la Societat Filosòfica Americana, i president de la Pennsylvania Audubon Society.[6]
- L'1 d'agost de 1904 es va casar amb Lillie May Lafferty, amb la qual no va tenir descendència. Stone va dedicar l'obra Bird Studies at Old Cape May a la seva dona.
- Va preparar 3 informes per l'State Museum de Trenton: The Mammals of New Jersey (1908), The Birds of New Jersey, Their Nests and Eggs (1909), i The Plants of Southern New Jersey (1911).
- La fotografia més gran del món de Witmer Stone està penjada al Centre de Recerca i Educació del Cape May Bird Observatory a Goshen, Nova Jersey.